# World’s Columbian Exposition

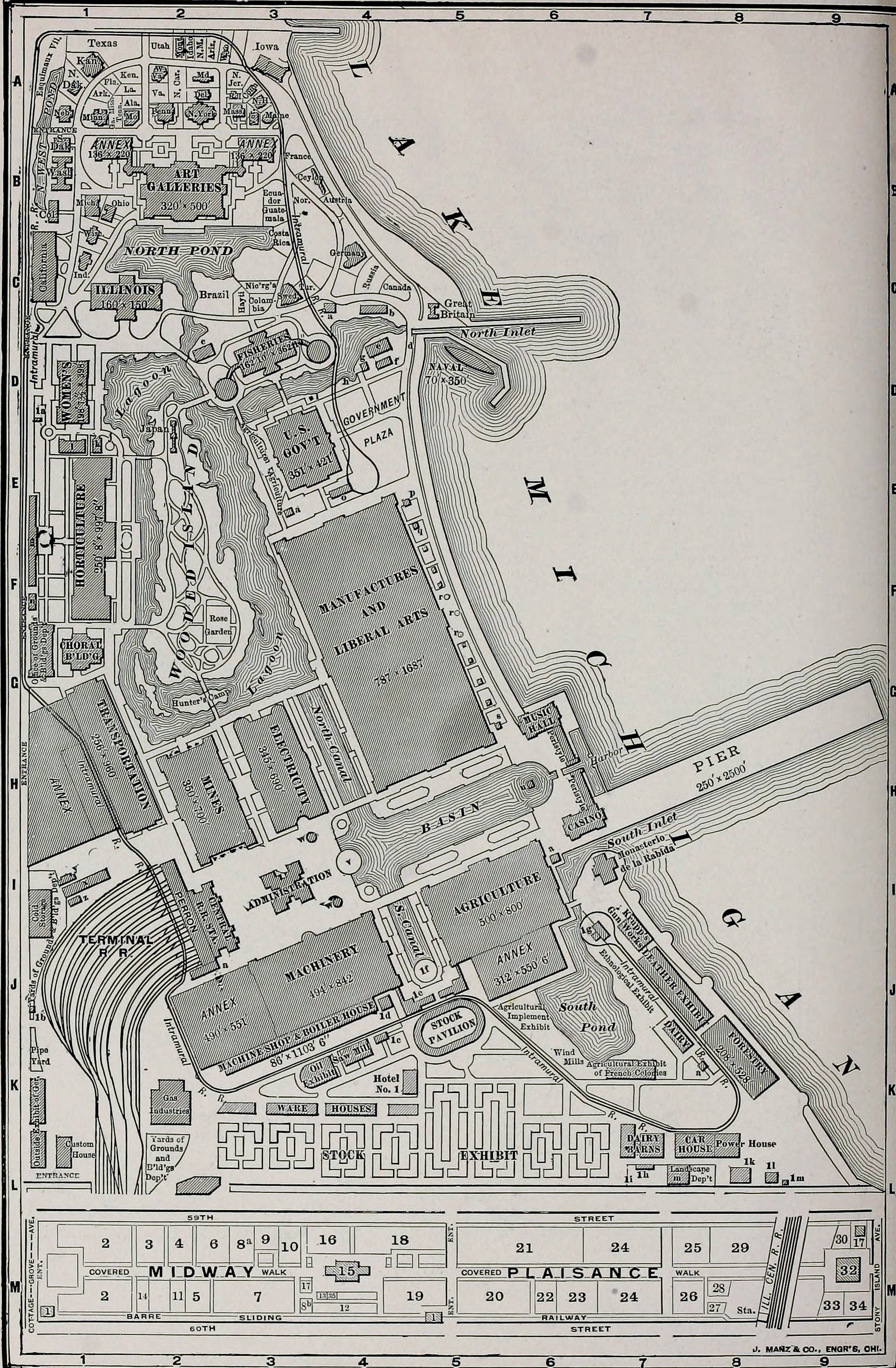
Lageplan der Ausstellung

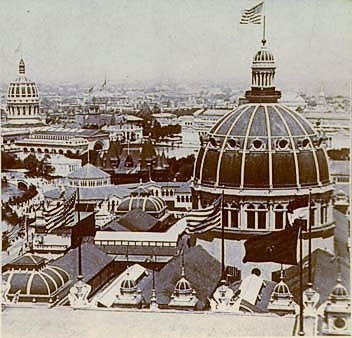
Blick auf die White City

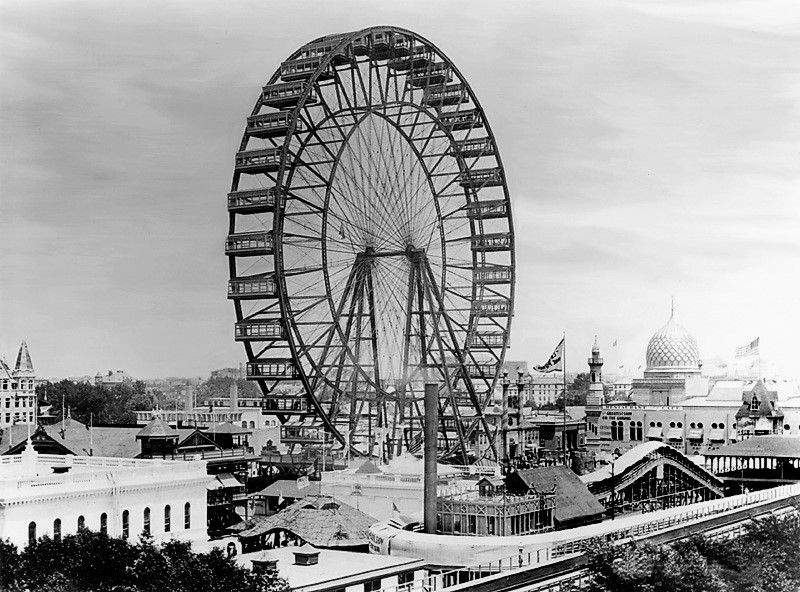
Ferris Wheel, erstes Riesenrad von George Washington Gale Ferris

Die World’s Columbian Exposition 1893 (auch The Chicago World’s Fair) war eine vom 1. Mai bis zum 30. Oktober 1893 in Chicago veranstaltete Weltausstellung, die neunzehnte ihrer Art. Die Ausstellung fand zum 400. Jahrestag der Entdeckung Amerikas durch Kolumbus statt. Wegen der zu kurzen Vorbereitungszeit waren die im September 1891 begonnenen Bauarbeiten zur Eröffnungsfeier am 21. Oktober 1892 nicht vollständig beendet. Die offizielle Eröffnung konnte daher erst 1893, ein Jahr nach dem Jubiläum, stattfinden.

## Vorgeschichte
Chicagos Stadtverwaltung begann ihre Kampagne als Gastgeber für die Ausstellung zum 400. Jubiläum von Christopher Kolumbus Landung in Amerika am 22. Juli 1889, als der Bürgermeister De Witt C. Cregier hundert Bürger mit der Ausführung des Vorhabens beauftragte. Darunter waren auch bekannte Namen wie der Bankpräsident Lyman Gage, Verleger Andrew McNally, Eisenbahn-Tycoon George Pullman, sowie der Geschäftsführer von J.P. Morgan, Charles Schwab, die dabei halfen, fünf Millionen in Aktien aufzubringen (500.000 Anteile jeweils zu 10 $), um zu beweisen, dass Chicago die Messe wirklich ausrichten wollte. Das Repräsentantenhaus hatte auch Bewerbungen von New York City, Washington, D.C. und St. Louis vorliegen. Am 24. Februar 1890 fiel die Entscheidung für Chicago – aber mit einer Auflage: Die Stadt musste zusätzlich die Summe von 5 Millionen Dollar aufbringen.
Jedoch war diese Forderung kein unüberwindliches Hindernis für die Befürworter von Chicago als Messestadt. Die Liste der Zeichner umfasste G. B. Shaw, Präsident der American Loan & Trust Company; C. L. Hutchinson, Präsident der Corn Exchange, W. E. Hale, Präsident der Hale Elevator Company; W. J. Huiskamp von der Chicagoer Zeitung Times; O. W. Potter, Präsident der Illinois Steel Company; Potter Palmer, Immobilien-Tycoon und Besitzer des Palmer House Hotel; John B. Drake, Eigentümer des Grand Pacific Hotel; und Stuyvesant Fish, Präsident der Illinois Central Railroad, so dass der Spendenaufruf bald vollbracht war. Eine Proklamation des Präsidenten, welche die Erfüllung der finanziellen Erfordernisse bestätigt, wurde am 24. Dezember 1890 herausgegeben und Chicago gehörte die Messe nun offiziell.
Am gleichen Tag wurden die großen ausländischen Nationen offiziell zur Teilnahme eingeladen. Moses P. Handy war Leiter der Abteilung für Öffentlichkeitsarbeit und Werbung und im folgenden Jahr unternahmen die Initiatoren der Ausstellung Reisen nach Europa und Asien, um die Länder nachdrücklich zur Teilnahme zu animieren.
Obwohl sich bereits eine Gesellschaft in Chicago gebildet hatte, um die Geldmittel aufzubringen, bestimmte der Kongress, dass eine Nationale Kommission als Aufsicht gebildet werden müsse, bestehend aus jeweils zwei Mitglieder der Staaten und Territorien sowie weitere acht Mitglieder. Die nationale Organisation wurde als „Commission“ bekannt und die örtliche als „Direktorat“. Die beiden Körperschaften wurden geleitet von Colonel George R. Davis, einem früheren Soldaten und Senator, der auch Chicagos Anliegen im Kongress vorgebracht hatte. Nachdem diese beiden Körperschaften auf Wunsch des Kongresses eingerichtet waren, konnten die Arbeiten für die Ausstellung endlich beginnen.

## Geschichte
Die Ausstellung hatte starken Einfluss auf die Architektur und die Kunst der Zeit. Sie prägte Chicagos Selbstwahrnehmung und stärkte die Amerikaner in ihrer optimistischen Sichtweise des industriellen Fortschritts. Bisher war die Stadt lediglich als Schlachthof der Nation bekannt und kämpfte gegen ein provinzielles Image. Seit dem großen Brand von 1871 hatte Chicago jedoch eine rasante Entwicklung genommen. Drei Universitäten, 24 Theater und das 1891 gegründete Chicago Symphony Orchestra waren die Zeichen der kulturellen Blüte der Stadt. Die Ausstellung mit ihren weißen Gebäuden im Stil des Historismus sollte einen erheblichen Imagewechsel bringen.
Überwältigend schon durch die nie gesehenen Dimensionen war das Gesamtbild. In großartiger Harmonie wirkten die Lage und die Architektur der Ausstellungsgebäude, der Wasserflächen und Gartenanlagen zusammen. Urheber der Gestaltung der gesamten Anlage war der Chicagoer Architekt Daniel Burnham gemeinsam mit dem Landschaftsarchitekten Frederick Law Olmsted. Die Gebäude wurden von verschiedenen Architekten im Stil der italienischen Renaissance errichtet. Zur Konstruktion wurden 20.000 t Eisen und 2,12 Millionen Raummeter Holz verwendet. Alle Gebäude – mit Ausnahme des rötlich gehaltenen Baus für das Transportwesen – hatten ein leuchtend-weißes Aussehen. Die Ausstellungsfläche der Hallen war mit 81 ha fast viermal so groß wie bei der Weltausstellung in Paris (21,2 ha) im Jahr 1889. 70.000 Aussteller aus 46 Ländern nahmen an der Ausstellung teil, wobei 24.000 aus den USA kamen.

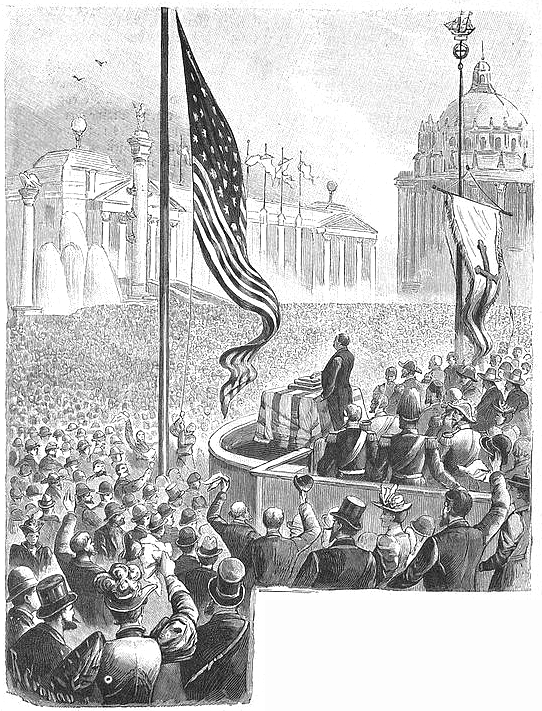
Präsident Cleveland eröffnet die Ausstellung, gezeichnet von Rudolf Cronau, 1893

Die Ausstellung wurde am 1. Mai 1893 von Präsident Grover Cleveland im Jackson Park von Chicago eröffnet. Sie fand etwa zehn Kilometer südlich vom Hauptgeschäftsviertel von Chicago statt, umfasste 278 Hektar (davon 81 ha überdacht) und zog sich 2,4 km am Seeufer hin. Er erstreckte sich vom Seeufer bis zur Stony-Island-Avenue im Westen und von der 56. bis zur 67. Straße von Norden nach Süden.
Bereits am 27. April fand zudem im Hafen von New York das Columbian Naval Review, die Parade einer internationalen Flotte von 35 Kriegsschiffen, statt, an der neben den Vereinigten Staaten, Frankreich, Russland, Italien, und Spanien auch das Deutsche Kaiserreich beteiligt war. Es wurde durch die Seeadler und die Kaiserin Augusta vertreten.
Die Ausstellung sollte am 30. Oktober 1893 mit einer Schlussfeier beendet werden. Zwei Tage zuvor jedoch wurde der Bürgermeister der Stadt Chicago, Carter Harrison Sr., von einem Mann namens Patrick Eugene Prendergast ermordet. Wegen dieses Attentats wurde die Schlussfeier der Weltausstellung abgesagt.
Offizieller Fotograf der World’s Columbian Exposition war bis kurz vor ihrem Ende Charles Dudley Arnold (1844–1927); erst in den letzten Tagen der Weltausstellung wurde er durch William Henry Jackson (1843–1942) ersetzt. Das exklusive Recht, Stereo-Fotografien von dieser Weltausstellung anzufertigen, hatte hingegen Benjamin West Kilburn (1827–1909).

### Die Weiße Stadt
Francis Davis Millet wurde Nachfolger von William Pretyman, der als Direktor für Farbe (director of color) zurückgetreten war, weil er mit Daniel Burnhams Vorstellung von einer „Weißen Stadt“ nicht einverstanden war. Ursprünglich sollte eine aufwendige, vielfarbige Bemalung jedes Gebäude unverwechselbar machen. Die Fassaden bestanden aus „Staff“, einem leidlich haltbaren, aber auch leicht entzündlichen Materialmix aus Gips, Zement und Jutefasern, ähnlich dem in Paris verwendeten Material. Weil die Zeit drängte, entschloss sich Millet nach einigen Experimenten für einen Mix aus Öl und weißer Bleifarbe. Mit einer besonderen Tülle (Düse), die über einen Schlauch mit dem Farbbehälter verbunden war, konnte die Farbe jetzt aufgesprüht werden. Dafür wurde wesentlich weniger Zeit benötigt als mit dem Farbauftrag per Pinsel. Somit gilt Millet als Erfinder der Farb-Sprühtechnik. Die weißen Fassaden und die nie zuvor in solchem Ausmaß eingesetzte elektrische Beleuchtung des Ausstellungsgeländes sorgten bei Dunkelheit für imposante Effekte. Per Dekret des Bürgermeisters war verboten worden, im Umkreis der Ausstellung mit Kohleöfen zu heizen.

### Die Beleuchtung
Die General Electric Company von Thomas Edison hatte angeboten, die Ausstellung mit Strom zu versorgen, zu einem Preis von US $1,8 Millionen, den sie später auf $554.000 reduzierten. Die Westinghouse Electric Corporation hingegen, ausgestattet mit dem Wechselstrom von Nikola Tesla, schlug vor, die Columbian Exposition für $399.000 zu beleuchten. Sie erhielten den Vertrag. Es war ein historischer Moment, als Nikola Tesla und George Westinghouse der Öffentlichkeit den Wechselstrom vorstellten. Mit der sogenannten Westinghouse-Stopper-Lamp umging Westinghouse Edisons Patent. Die Ausstellung allein verbrauchte dreimal so viel Strom wie die ganze Stadt Chicago.
Jedes Gebäude am Court of Honor (Ehrenhof), einschließlich des Manufactures and Liberal Arts Gebäudes, war mit weißen Glühbirnen geschmückt. Riesige Suchscheinwerfer – die größten, die jemals hergestellt wurden, konnten noch in einer Entfernung von 60 Meilen (etwa 96 km) ausgemacht werden – waren auf dem Dach des Manufacturers‘-Gebäudes montiert und leuchteten über das Gelände und die Umgebung. In der „Columbian Fountain“ von MacMonnie waren große farbige Glühbirnen angebracht, die die Wasserkaskade beleuchteten.

## Baukosten
Hauptgebäude und deren Baukosten in US-Dollar:
- (Administration, Architekt: Richard Morris Hunt) Verwaltungspalast / 476.000
- (Agriculture, Architekten: Charles McKim, William Rutherford Mead, und Stanford White) Gebäude für Landwirtschaft / 698.000
- für Kunst / 758.000
- (Electricity, Architekten: Henry Van Brunt und Frank Howe) für Elektrizität / 447.000
- Kunstinstitut / 200.000
- (Fisheries, Architekt: Henry Ives Cobb) Gebäude für Fischerei / 447.000
- (Horticulture, Architekten: William L. Jenney und William B. Mundie) Gartenbau / 320.000
- (Machinery Hall, Architekten: Robert Peabody und John Stearns) Maschinenhalle / 1.235.000
- Kasinohalle und Peristyl (auf Vorschlag von Saint-Gaudens) Architekt: Charles B. Atwood / 314.000
- (Manufactures and Liberal Arts, Architekt: George B. Post) Gebäude für Industrie / 1.800.000
- (Mines and Mining, Architekt: Solon S. Beman) Bergbau / 291.000
- (Transportation, Architekten: Dankmar Adler und Louis Sullivan) Verkehrswesen / 558.000

Die Skulpturen, die im Freien standen, waren hauptsächlich Arbeiten von Augustus Saint-Gaudens, Frederick MacMonnies und Daniel Chester French. Eine komplette Liste, der Künstler, die auf der Ausstellung gearbeitet haben, wurde aufgelistet in dem Buch von Rossiter Johnson: A history of the World's Columbian Exposition held in Chicago in 1893; by authority of the Board of Directors. Volume 1. Narrative. Publisher: D. Appelton and Company New York, 1897.
Besondere Beachtung fand das Woman’s Building. Der US-Kongress rief einen Board of Lady Managers ins Leben, dessen Vorsitzende Bertha Honoré Palmer war. Das Gebäude der Frauen entwarf die Bostoner Architektin Sophia Hayden. Vom 15. bis 21. Mai fand hier der Weltkongress der Frauen statt, an dem ca. 3000 Frauen teilnahmen.
Frau Palmer hatte auch großen Einfluss bei der Auswahl der im Kunstpalast gezeigten Gemälde. Auf ihr Betreiben hin wurden in großem Umfang französische impressionistische Gemälde gezeigt, zu einer Zeit, als diese noch in keinem europäischen Museum zu sehen waren.
Unter anderem wurden Fotografien der Unberührtheit als auch der Inbesitznahme des amerikanischen Westens durch die technische Zivilisation von William H. Jackson ausgestellt, wie sie bisher nicht in der großen Öffentlichkeit zu sehen waren, die von Modellen der Wohnstätten der Anasazi-Indianer von Mesa Verde ergänzt wurden.

## Ausstellungsstücke
Weiter sind hervorzuheben:
- aus den USA:

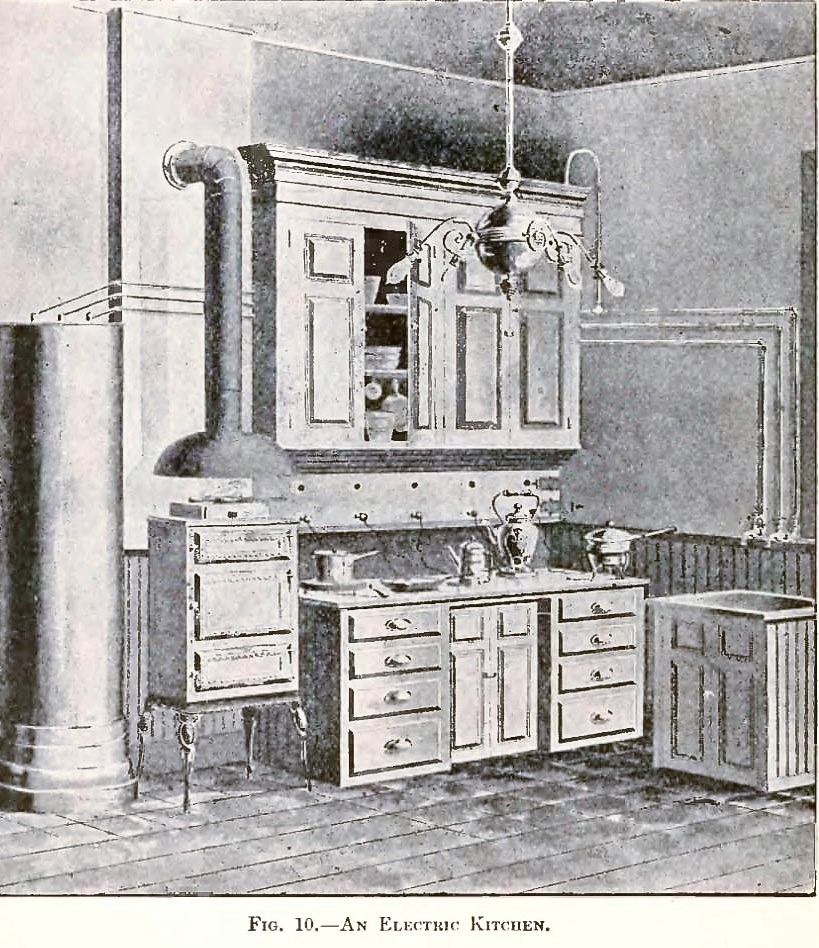
Eine elektrische Küche auf der Weltausstellung in Chicago 1893

  - Darstellung der Tätigkeit der Unionsregierung im Government Building
  - Blockhäuser der Einzelstaaten mit landwirtschaftlichen Erzeugnissen
  - Obstgruppen aus Florida
  - kalifornische Kakteen
  - versteinerte Hölzer aus Arizona
  - Diamantwäschereien
  - Schiffsmodelle
  - die als „Intramural Railway“ bezeichnete erste elektrische Hochbahn[14]
  - Eisenbahnzüge von 1840 bis zum neuesten Pullmanwagen
  - Lokomotive Nr. 999 der New York Central & Hudson River Railroad
  - Gruppen der Westinghouse Electric Company und der General Electric Company
  - Goldschmiedearbeiten von Tiffany & Co. in New York
  - Louis Comfort Tiffany erwarb sich seinen Ruf mit einer erstaunlichen Kapelle, die er eigens für die Ausstellung entworfen hatte. Das Innere der Kapelle war zu sehen in der Ausstellung der Firma Tiffany & Co,[15][16]
  - clasp locker, der Vorläufer des Reißverschluss
  - die Geschirrspülmaschine
  - Vorläufer des Telefax teleautograph transmitter and receiver[17]
  - die Popcornmaschine von Charles Cretors
  - der neueste Phonograph von Thomas Edison, mit dem man bereits ganze Opern abspielen konnte
  - Die Firma Bell bot erstmals Langstreckentelefonate nach Boston und New York an

- aus Deutschland:

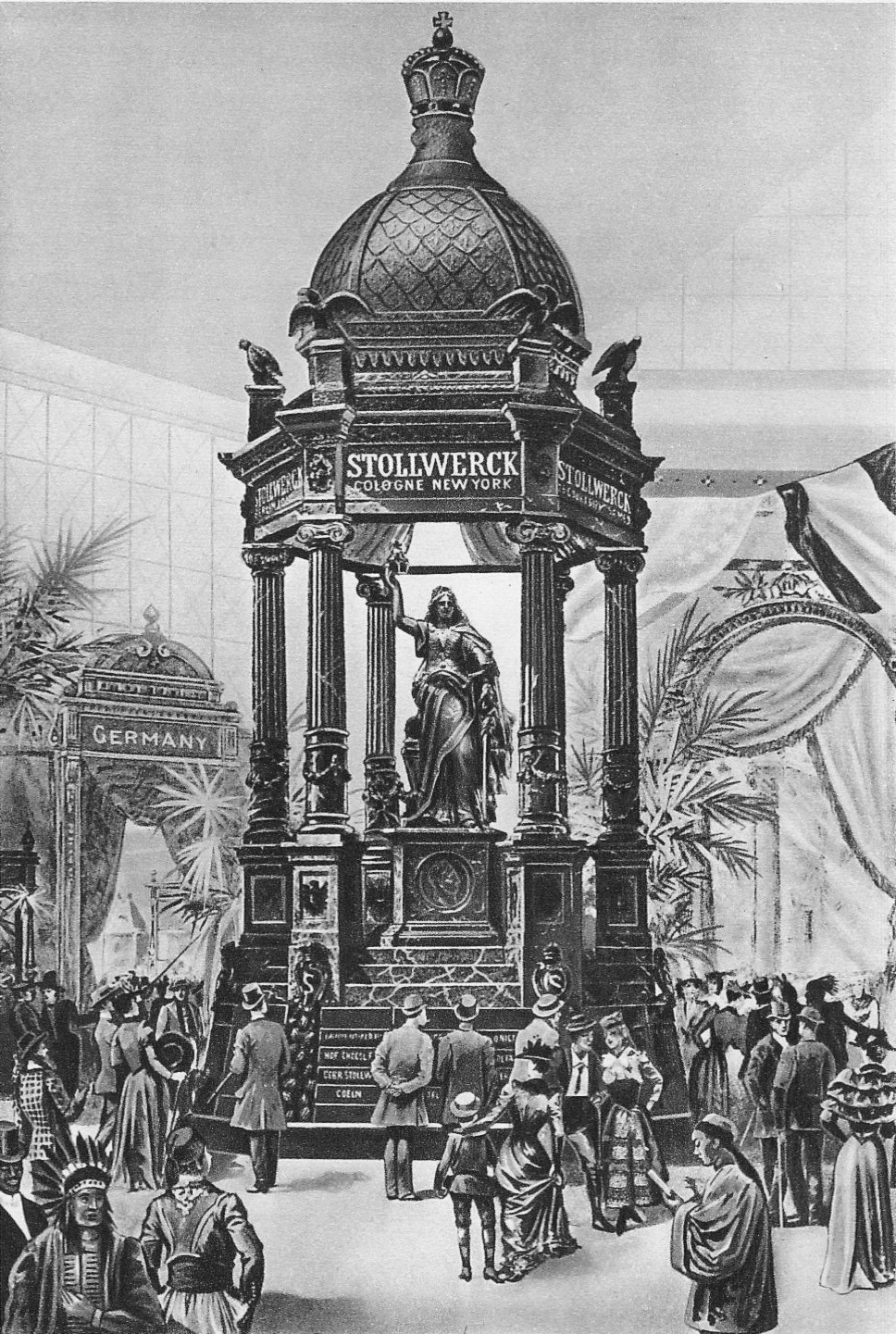
Stollwerck „Chocolade-Tempel“ Chicago (1893)

  - „Chocolade-Tempel“ auf dem von Ludwig Stollwerck organisierten Stand der Gebrüder Stollwerck
  - Gruppen der Königlichen Porzellanmanufaktur in Berlin
  - Ausstellung des Schul- und Universitätswesens des VDI
  - Gruppen von Siemens & Halske, Felten & Guilleaume
  - die Thüringer Spielwaren
  - die Germania von Reinhold Begas (Giebelgruppe für das Reichstagsgebäude)
  - der Pavillon der Krupp-Gussstahlfabrik („Krupp Gun Exhibit“)
  - des Deutschen Berg- und Hüttenwesens mit allein über 50 Exponaten des Oberharzer Bergbaus[18]
  - Hagenbeck’s Menagerie
- aus Österreich:
  - Rekonstruktion einer Häuserzeile Alt-Wiens,[19] übernommen von der Wiener Musik- und Theaterausstellung 1892
  - kunstgewerbliche Meisterwerke
- aus den Niederlanden:
  - The Dutch House, eine Kopie des Rathauses in Franeker und Ausstellungsgebäude der Schokoladenfabrik Van Houten
- aus der Schweiz:
  - Genfer Uhren

- aus Frankreich:

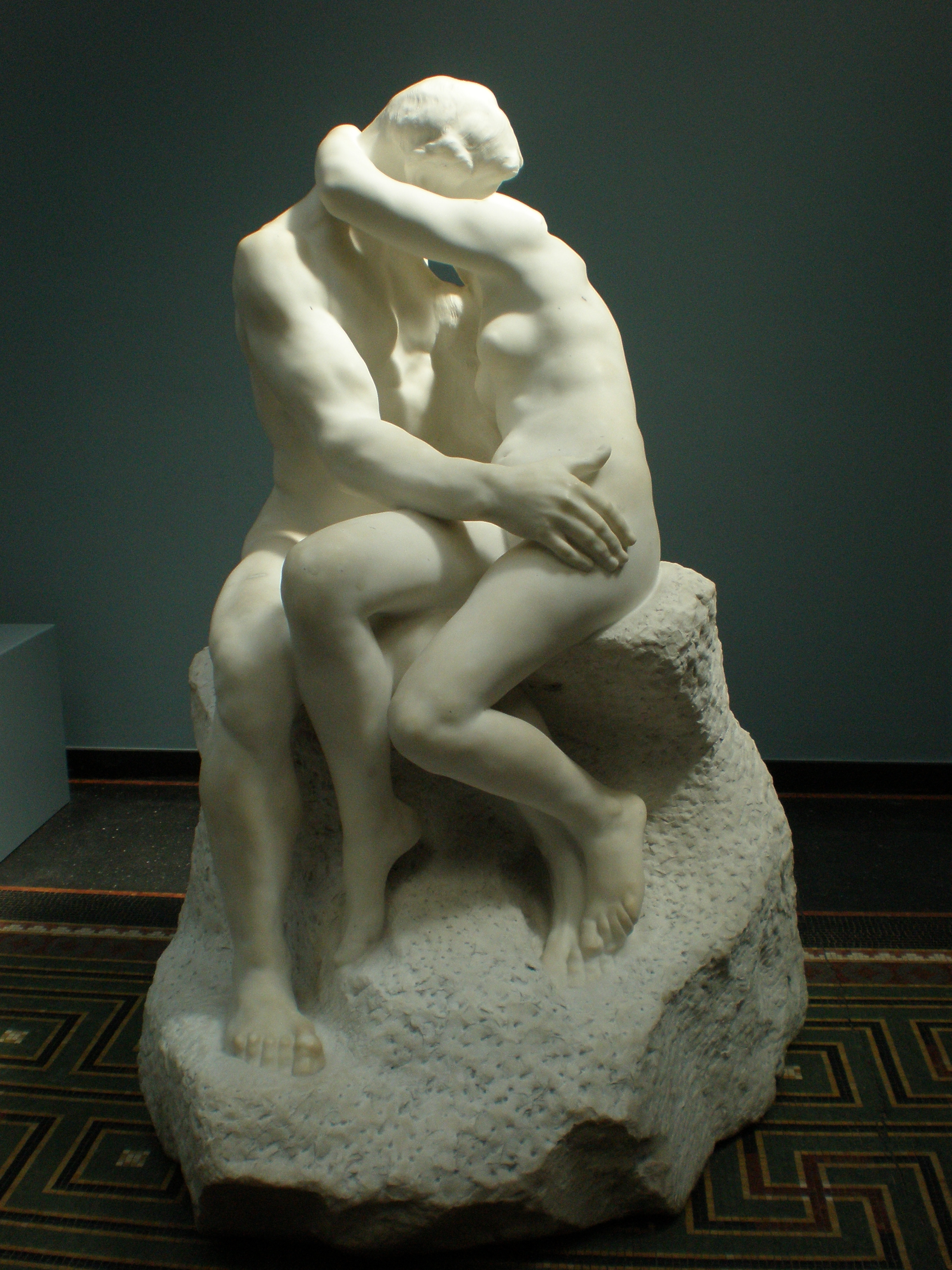
„Der Kuss“ von Auguste Rodin

  - Juwelen, Parfümerien, Seidenstoffe und Damenkonfektion
  - „Der Kuss“ von Auguste Rodin, dargeboten hinter einem Vorhang und nur männlichen erwachsenen Besuchern gegenüber.
- aus Großbritannien:
  - Eine vierzylindrische Dampflokomotive mit dem Namen James Toleman und elliptischem Kessel
  - Die Verbundlokomotive Queen Empress der London and North Western Railway
- aus anderen Kulturkreisen:
  - The Cairo Street – Midway Plaisance - World’s Columbian Exposition 1893
  - Das Samoa-Dorf in Midway Plaisance
  - Das türkische Zelt mit der prachtvollen Ausstattung kostete $100.000. Das Photo wurde mit Blitzlicht aufgenommen

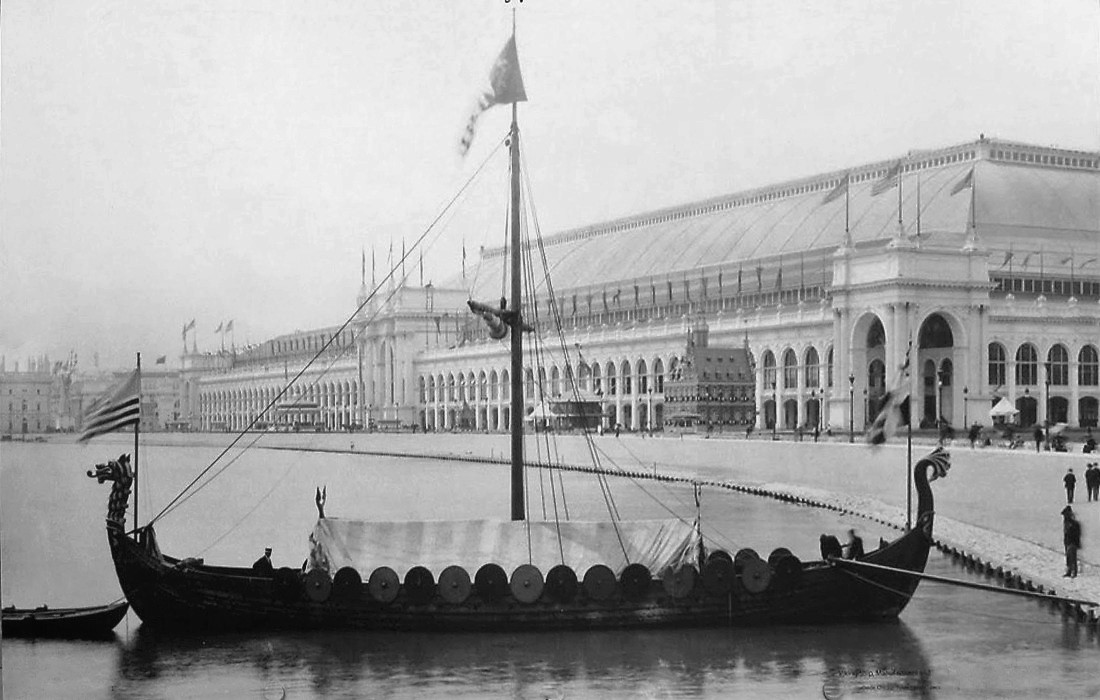
Die Viking, ein Gokstad-Schiff-Nachbau, auf der Weltausstellung in Chicago 1893

Historisch interessant waren die Nachbildungen
- eines Wikingerschiffes (die Viking), ein Nachbau des norwegischen Schiffes „Gokstad“, war in Norwegen gebaut und von 92 Seeleuten über den Atlantik gesegelt worden.
- der drei Karavellen des Entdeckers Christoph Kolumbus „Pinta“, „Santa María“ und „Niña“.
- des Blockhauses, in dem Abraham Lincoln geboren wurde.

Alles wurde überragt von einem Riesenrad Ferris Wheel mit 36 Gondeln mit jeweils 40, insgesamt also 1440 Sitzplätzen. Es wurden aber auch bis zu 2.000 Personen befördert.
Von den zahlreichen Gebäuden sind seinerzeit nur vier stehen geblieben:
- das Art Institute of Chicago (diente als Kongress-Zentrum der Weltausstellung)
- das Deutsche Haus, das der Stadt vom Deutschen Reich geschenkt worden war. Architekt Karl Hoffacker (1856–1919) ließ sich bei der Gestaltung vom Rathaus in Rothenburg ob der Tauber inspirieren.
- das Kunstgebäude (heute Museum of Science and Industry)
- das Kloster La Rábida, das zu einem Krankenhaus umgebaut worden war

Die Ausgaben betrugen 25,5 Mio. US-Dollar, die Einnahmen lagen bei 28,1 Mio. US-Dollar. Der reine Überschuss betrug schließlich 1,8 Mio. US-Dollar bei einer Besucherzahl von 27.300.000.

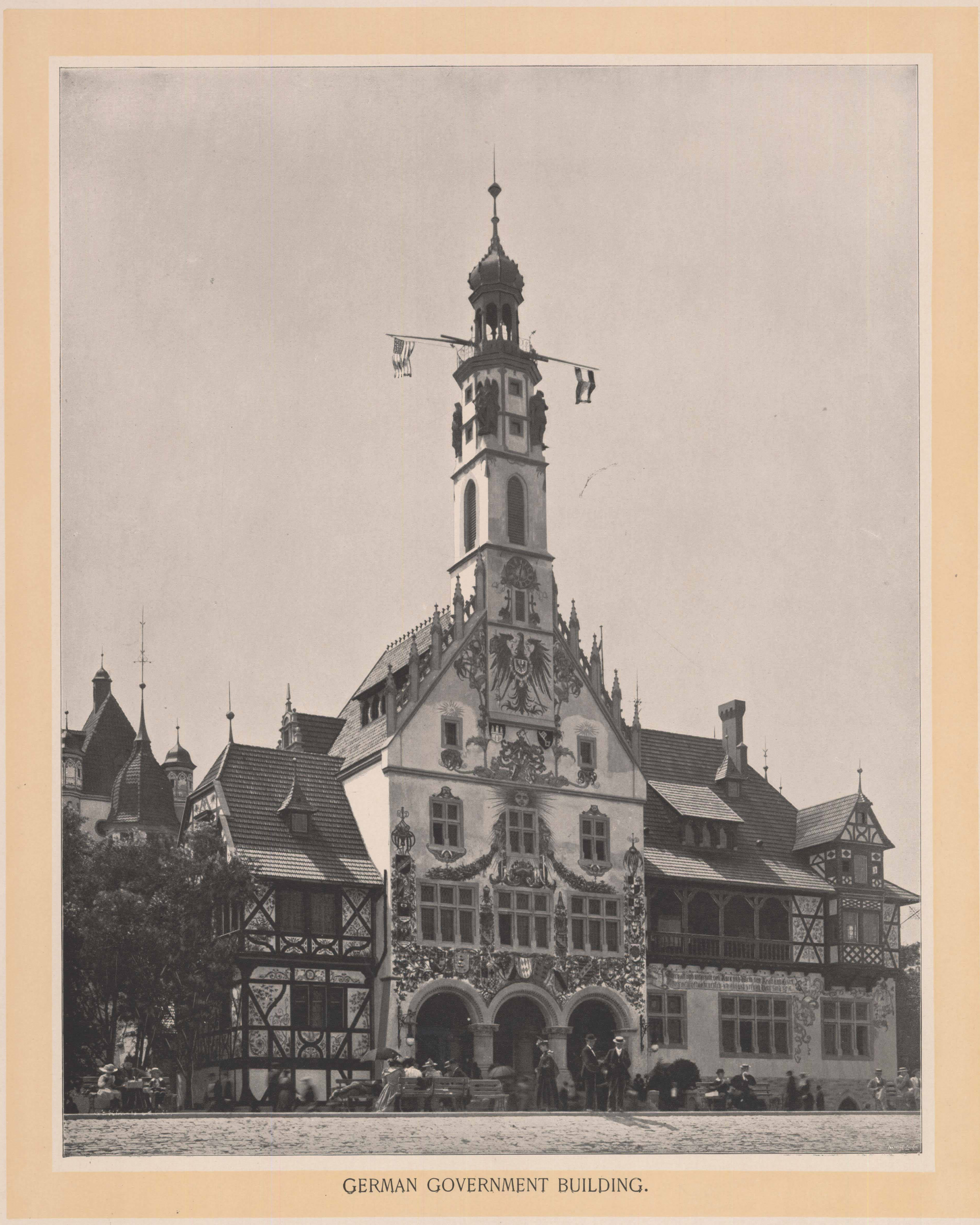
Das Deutsche Haus auf der Weltausstellung in Chicago. Architekt Karl Hoffacker (1856–1919). Es ist dem Rathaus von Rothenburg ob der Tauber nachempfunden.
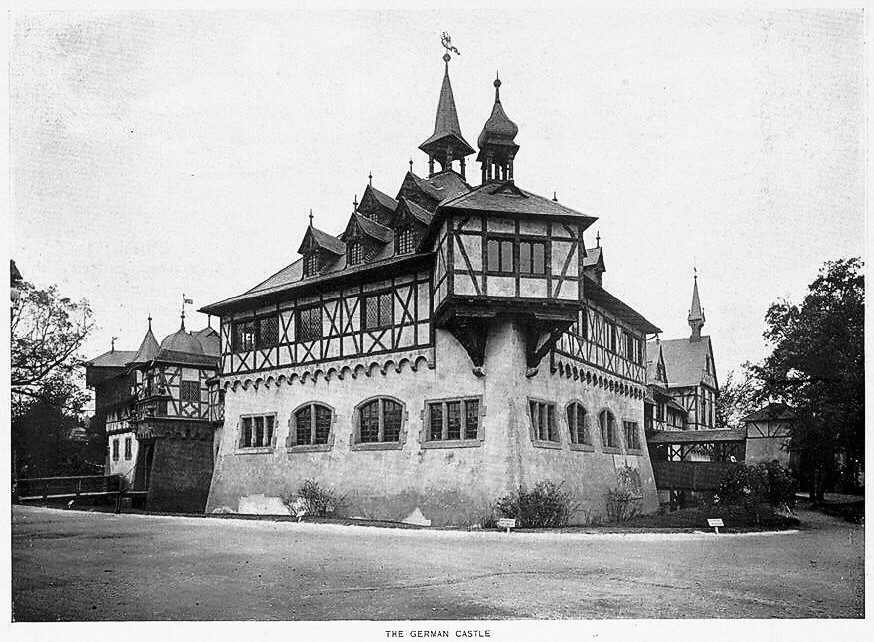
Schloss im Deutschen Dorf von William August Fiedler (1843–1903)
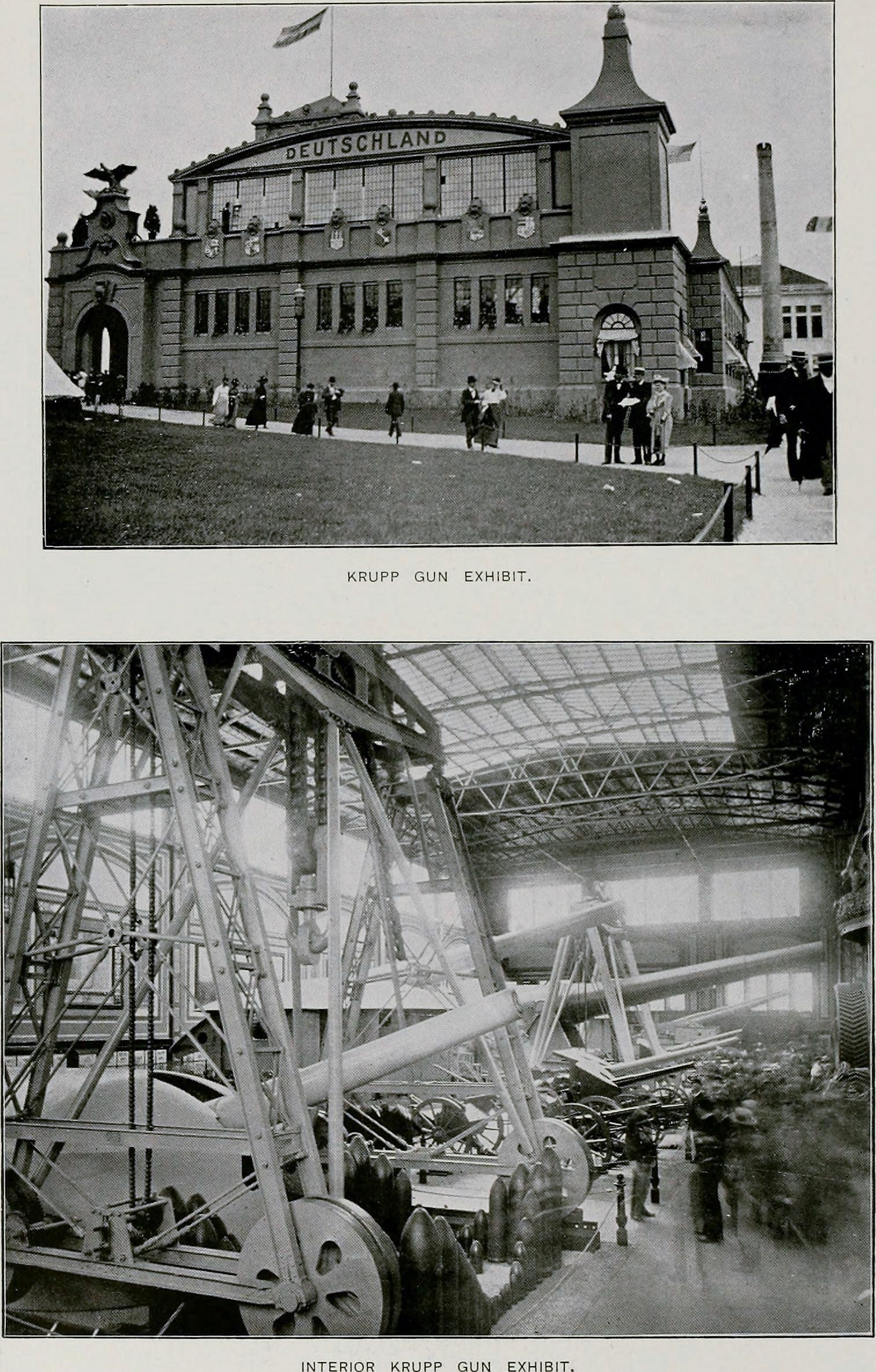
„Krupp Gun Exhibit“ der Krupp-Gussstahlfabrik aus Essen

## Auszeichnungen

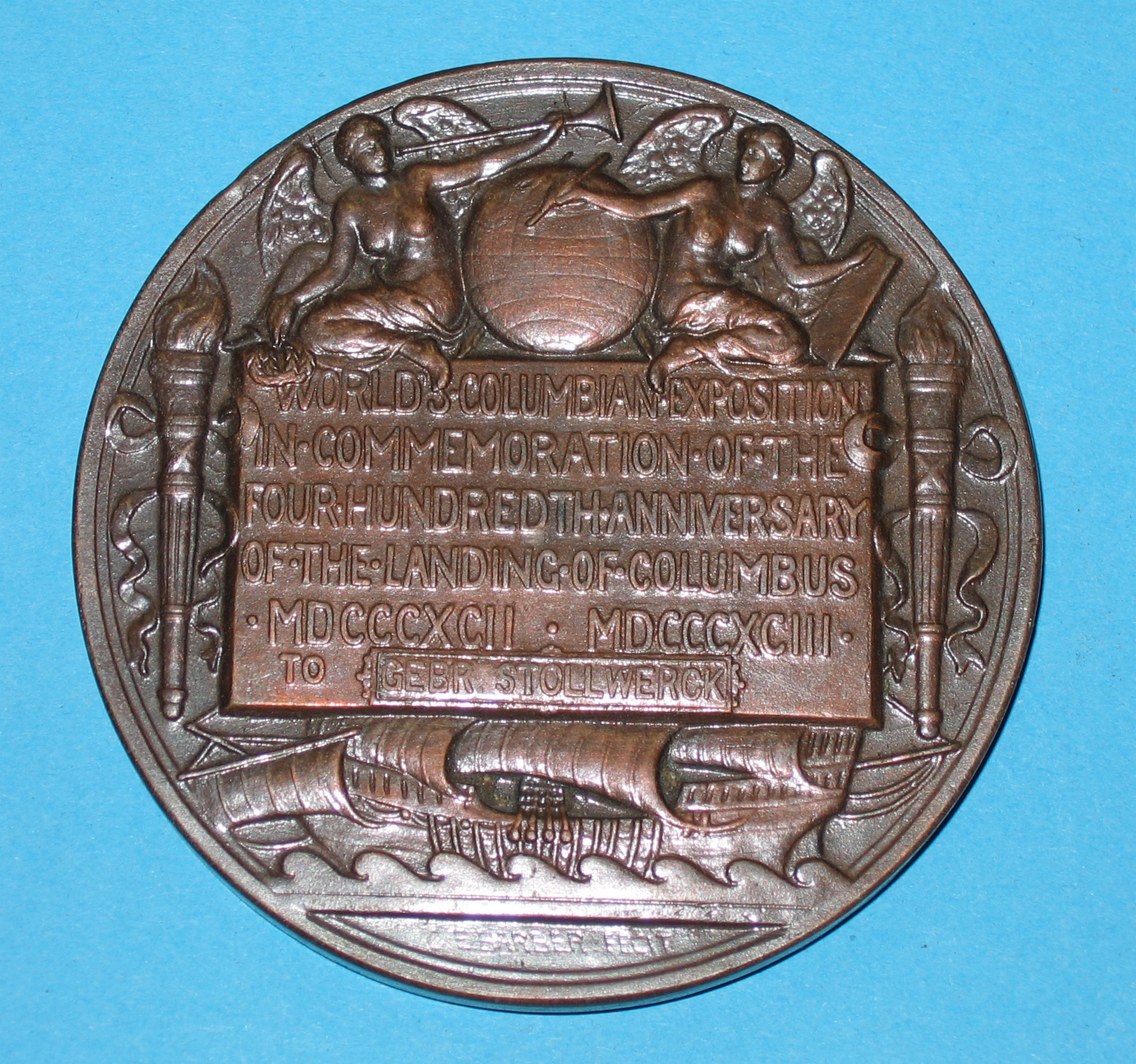
Stollwerck-Medaille zur Weltausstellung Chicago (1893)

Der „Chocolade-Tempel“ auf dem von Ludwig Stollwerck organisierten Stand der Gebrüder Stollwerck wurde mit der Columbus-Medaille ausgezeichnet. Diese trägt die Aufschrift „WORLDS COLUMBIAN EXPOSITION IN COMMEMORATION OF THE FOUR HUNDREDTH ANNIVERSARY OF THE LANDING OF COLUMBUS MDCCCXCII - MDCCCXCIII. GEBR. STOLLWERCK“
Charles Brady King erhielt für seinen Niethammer eine Bronzemedaille.

## Zusammenfassung der Weltausstellung 1893 in Chicago
- Dauer: 1. Mai – 30. Oktober 1893, Eröffnung am 1. Mai 1893 durch Präsident Grover Cleveland
- Ort: Jackson Park am Ufer des Michigansees
- Planungs-/Baubeginn: 1882/September 1891
- Wahrzeichen: „White City“, Ausstellungspaläste, Ferris Wheel – Riesenrad im Vergnügungsviertel Midway Plaisance
- Organisation:
  - Nationale Kommission mit 108 Mitgliedern (Präsident: Thomas W. Palmer), verantwortlich für Grundsatzentscheidungen und Aufsicht über das Organisationskomitee,
  - die World’s Columbian Exposition Corporation: Verantwortliche des Organisationskomitees: Präsident Harlow Higinbotham, Generaldirektor der Ausstellung Colonel George R. Davis
  - Chefarchitekten: Daniel Hudson Burnham, John Wellborn Root, † Januar 1891, ersetzt durch Charles B. Atwood
  - Geländegestaltung: Frederick Law Olmsted mit Henry Sargent Codman, † Januar 1893, ersetzt durch Charles Elliot
- Fläche: Insgesamt 278 Hektar, davon 40 Hektar für die über 200 Ausstellungsgebäude
- Aussteller: 70.000, davon 25.000 aus Amerika, 4.000 aus Deutschland, 2.700 aus Frankreich, 2.200 aus Großbritannien, 1.100 aus Russland
- Klassifikation: 12 Sektionen, 172 Gruppen, 917 Klassen
- Ausländische Teilnehmerstaaten: 45
- Besucher: 27.529.400, davon 4.348.760 nicht zahlende Gäste
- Eintrittspreise: Erwachsene: 0,50 Dollar; Kinder von 6–12 Jahren: 0,25 Dollar
- Ausgaben: 28.151.168 Dollar
- Einnahmen: 28.448.524 US-Dollar (aus Eintrittskarten, Konzessionen, Subventionen und Subskriptionen)
- Kongresse: 55 Kongresse, gewidmet Themen wie z. B. „Fortschritt in Wissenschaften und Gesellschaft“, „Entwicklung der Welt in intellektueller, moralischer und materieller Hinsicht“
- Jurymitglieder: 852 Mitglieder, aufgeteilt in 13 Komitees, entsprechend den 13 Abteilungen der Ausstellung
- Teilnehmer am Wettbewerb: 65.422 Aussteller
- Auszeichnungen: 23.757 Bronzemedaillen mit Diplom, in dem die Qualitäten des Produkts detailliert beschrieben wurden, verliehen an 21.000 Aussteller